# Инкино (Нижегородская область)
Инкино — село в Бутурлинском районе Нижегородской области России. Входит в состав сельского поселения Кочуновский сельсовет.

## География
Село Инкино расположено на реке Кетарша, в 7 километрах к юго-западу от центра сельсовета — села Кочуново. Расстояние до областного центра (Нижний Новгород) — 136 км, расстояние до районного центра, пгт Бутурлино — 23 км (все расстояния — по дороге).
Река Кетарша, исток которой находится юго-восточнее Инкино, будучи известен среди местного населения, по некоторым данным, как Студёный ключ, является сезонной рекой, наполняясь «большой водой» лишь в период паводка и почти полностью пересыхая в жаркий сезон. Поэтому наиболее крупные водные объекты в окрестностях Инкино находятся на юге и юго-западе от села — это река Пьяна (её южная ветвь; находящийся севернее Инкино райцентр Бутурлино, в черте которого в Пьяну впадает Кетарша, стоит уже на северной ветви Пьяны) и расположенные в пойме Пьяны озёра Белое и Красное.
Между Инкино и Пьяной в направлении с юго-востока на северо-запад протянулись холмы высокого правого берега реки (высоты до 220 м над уровнем моря). Цепь холмов той же высоты протянулась в том же направлении к северу от Инкино, замыкая, таким образом, долину Кетарши и с этой стороны. На этих холмах берёт своё начало ещё одна сезонная река — Аза, также впоследствии впадающая в Пьяну. Обе цепи холмов покрыты лесом.
Ближайшие населённые пункты, кроме Кочуново — Лукьяново (на северо-западе) и Вергизаи (на юго-востоке). Также в окрестностях Инкино есть ряд заброшенных деревень: на северо-востоке — Покровский, на западе и юго-западе, на высоком берегу Пьяны — Красный Лам, Новая Жизнь, Север, Третная, Ясная Поляна.

## История
В 1575 году арзамасский дворянин Елизар Остафьев получил от Ивана Грозного во владение деревню Инкино с окрестными мордовскими землями. С тех пор Инкино на протяжении длительного времени принадлежало Остафьевым. Представители рода служили преимущественно на военном поприще, получая в награду земли в окрестностях Арзамаса и Алатыря, однако родовым поместьем оставалось Инкино. Село располагалось в Княгининском уезде Нижегородской губернии и находилось на торговой дороге из Нижнего Новгорода в Симбирск.
На рубеже XVIII и XIX веков владельцем Инкино был сергачский уездный предводитель дворянства Алексей Петрович Остафьев. После его смерти (1821 год) село принадлежало его сыновьям Петру, Алексею и Рафаилу, соседнее село Лукьяново, называвшееся тогда Погиболка или Погибловка — сыну Дмитрию. Дмитрий Алексеевич занимался в Погиболке сельскохозяйственными усовершенствованиями, выстроил там дом и церковь. В 40 комнатах инкинского господского дома размещались ценности, привезённые братьями Остафьевыми из Европы (все четверо были участниками Заграничного похода русской армии 1813—1814 годов).
После смерти братьев Инкино и Погиболка находились в собственности потомков Рафаила Алексеевича (остальные братья были холостыми). Из их числа наиболее известен Александр Алексеевич Остафьев.

## Население
| 1999 | 2002 | 2010 |
| ---- | ---- | ---- |
| 540  | ↘445 | ↘359 |

По данным переписи 2010 года, в селе проживало 42,1 % мужчин (151 человек) и 57,9 % женщин (208 человек), население села составляли русские, национальность нескольких жителей не была указана.

## Улицы
- Нагорная
- Центральная
- Школьная[6]

## Инфраструктура
- Церковь Казанской иконы Божией Матери, построенная в период с 1863 по 1896 годы. Является памятником градостроительства и архитектуры[7][8]
- Инкинская основная общеобразовательная школа[9]
- Инкинский детский сад[10]
- Инкинский филиал Бутурлинской библиотечной системы[11]
- Сельскохозяйственный производственный кооператив (колхоз) «Инкинский» и ряд других сельхозпредприятий